# گروه سامپو

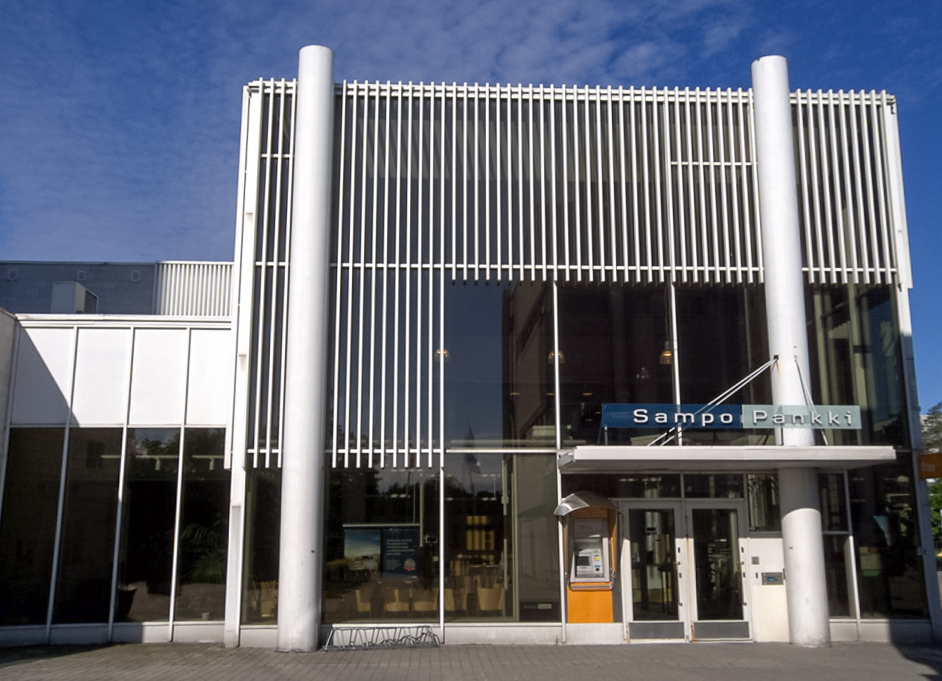
شعبه‌ای از بانک‌های سامپو گروپ، در فنلاند

گروه سامپو (به فنلاندی: Sampo Group) شرکت خدمات مالی فنلاندی است، که در سال ۲۰۰۴ از ادغام شرکت سامپو پی‌ال‌سی با شرکت بیمه پی‌اندسی و شرکت بیمه مانداتوم تشکیل شد. این دو شرکت کماکان به‌عنوان شرکت‌های تابعه از شرکت سامپو فعالیت می‌کنند. حوزه اصلی فعالیت‌های گروه سامپو ارائه خدمات بیمه می‌باشد.